# Arjen
Arjen ist ein männlicher Vorname.

## Herkunft und Bedeutung
Der Name Arjen leitet sich von Adrianus ab und bedeutet in ungefähr so viel wie Einwohner aus Adria.

## Namensträger
- Arjen Gorter (* 1948), niederländischer Jazzbassist
- Arjen van der Kieft (* 1985), niederländischer Eisschnellläufer (Allrounder)
- Arjen Lenstra (* 1956), niederländischer Mathematiker
- Arjen Lucassen (* 1960), niederländischer Rockmusiker und -komponist
- Arjen Robben (* 1984), niederländischer Fußballspieler
- Arjen Teeuwissen (1971–2024), niederländischer Dressurreiter